# Сержень-Юрт

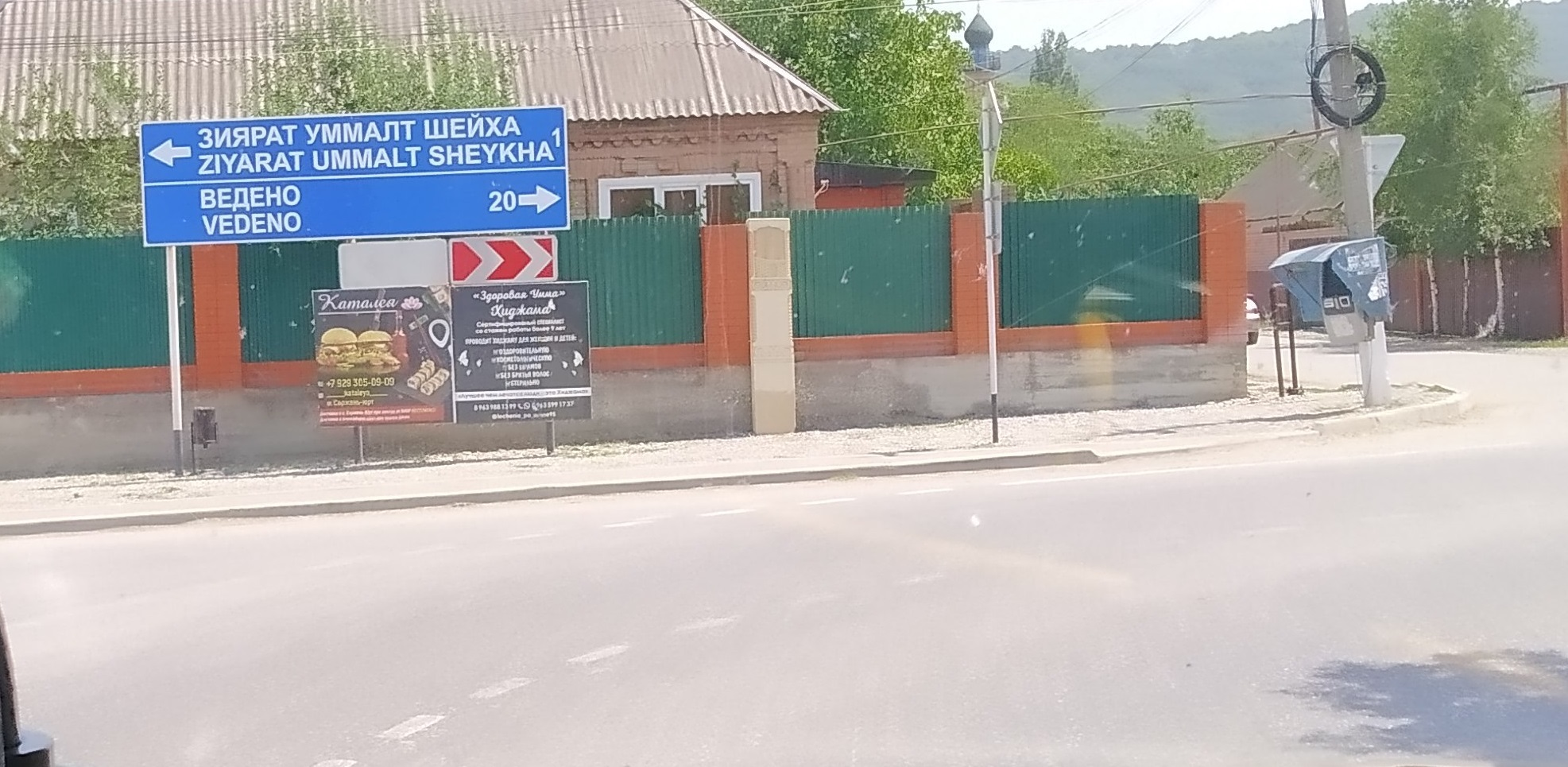
Сержень-Юрт

Сержень-Юрт (чечен. Сиржа-Эвла) — село в Шалинском районе Чеченской Республики. Административный центр Сержень-Юртовского сельского поселения.

## География
Село расположено на левом берегу реки Хулхулау, в 2 километрах к юго-востоку от районного центра — Шали и в 35 км к юго-востоку от города Грозный.
Ближайшие населённые пункты: на севере — село Автуры, на северо-западе — село Герменчук и город Шали, на юге — село Беной, на востоке — сёла Ники-Хита.

## История

### В древности
На территории селения и в его окрестностях расположен древний и один из крупнейших на Кавказе памятник бронзовой эпохи Сержень-Юртовское поселение некрополь X—VIII вв. до н. э и городище относящееся к эпохе неолиту датируемое III тысячелетием до нашей эры. В городищах разных эпох в Сержень-Юрте найдено огромное количество уникальных находок, которые хранятся в разных музеях страны. Сержень-юртовское поселение и могильник считаются памятниками археологии мирового значения. 

### XX век
В 1919 году деникинцы сожгли десятки селений, чьи жители оказали им сопротивление, — Чечен-Аул, Устар-Гардой, Гудермес, Герзель-Аул, Бердыкель, Алхан-Юрт, Цоци-Юрт и др., в том числе и Сержень-Юрт.
С 1944 по 1958 года, в период выселения чеченцев и упразднения Чечено-Ингушской АССР, село носило название — Подлесное.
2 декабря 2003 года у этого села вёл бой против чеченских боевиков отряд спецназа ГРУ, в результате боя был ликвидирован схрон. Среди убитых боевиков было несколько граждан Турции и один гражданин Германии.
В 2018 году открыт первый и единственный в Чеченской Республике центр для лечения детей с аутизмом. В том же году открылось предприятие по производству минеральной воды

## Население
| 1990  | 2002  | 2010  | 2012  | 2013  | 2014  | 2015  |
| ----- | ----- | ----- | ----- | ----- | ----- | ----- |
| 4062  | ↗4763 | ↗5615 | ↗5787 | ↗5907 | ↗5990 | ↗6061 |
| 2016  | 2017  | 2018  | 2019  | 2020  | 2021  | 2023  |
| ↗6166 | ↗6218 | ↗6257 | ↗6327 | ↗6359 | ↘6313 | ↗6459 |
| 2024  |       |       |       |       |       |       |
| ↗6633 |       |       |       |       |       |       |

Национальный состав
По данным Всероссийской переписи населения 2010 года:
| Народ               | Численность, чел. | Доля от всего населения, % |
| ------------------- | ----------------- | -------------------------- |
| чеченцы             | 5597              | 99,67 %                    |
| другие / не указано | 18                | 0,33 %                     |
| всего               | 5615              | 100,00 %                   |

## Зиярат
В селе Сержень-Юрт находится зиярат Уммалт-Шейха. По преданию Уммалт-Шейх был врачом, который имел дар исцелять любые болезни.

## Археологические памятники
Рядом с Сержень-Юртом обнаружен археологический комплекс — поселение-убежище и могильник кобанской культуры бронзового и железного веков на Северном Кавказе (XIII/XII — III вв. до н. э.).
Первые археологические артефакты здесь собрали сотрудники краеведческой экспедиции Грозненского музея — Н. И. Штанько и М. П. Севостьянов. На основе найденного керамического материала (сейчас хранится в Грозненском музее) кавказовед Е. И. Крупнов, в своём труде «Древняя история Северного Кавказа», делает вывод о наличии в сержень-юртовском древнем поселении культурного слоя раннескифского времени. Сейчас установлено, что в XI—VII вв. до н. э. поселение было достаточно крупным, в нём имелось множество домов, бронзолитейные и гончарные мастерские, булыжные мостовые, жертвенники. Керамика, некогда употребляемая местным населением, в основном представлена посудой, украшенной налепными валиками и крупными грушевидными сосудами. В 1959 году около села работал археологический отряд Р. М. Мунчаева под руководством Е. И. Крупнова, обнаружившая наличие ещё и доскифского культурного слоя. С 1963 по 1975 года в древнем археологическом комплексе успешно проводил раскопки Предгорный отряд Северо-Кавказской археологической экспедиции, возглавляемый В. И. Козенковой, посвятившей этой работе научно-исследовательскую монографию, которая, кроме СССР, была опубликована и в Германии.

## Образование
- Сержень-Юртовская муниципальная общеобразовательная Гимназия 9 Возрождение[34].
- Сержень-Юртовская муниципальная средняя общеобразовательная школа № 2[35].

### Библиотеки
- МБУСБ с. Сержень-Юрт

## Тайпы
Тайповый состав села:
- Эрсеной
- Чеберлой
- Цонтарой
- Энгеной
- Эгашбатой
- Харачой и др.[36]

## В искусстве
Чеченский бард, бывший участник боевых действий Тимур Муцураев был тяжело ранен в бою в этом селе во время Первой чеченской войны. Впоследствии он написал песню «Сержень-Юрт».